# Budy Krępskie
Budy Krępskie – wieś sołecka w Polsce położona w województwie mazowieckim, w powiecie garwolińskim, w gminie Łaskarzew.
W latach 1975–1998 miejscowość administracyjnie należała do województwa siedleckiego.
W miejscowości jest kaplica dojazdowa Matki Bożej Fatimskiej należąca do rzymskokatolickiej parafii Wniebowzięcia Najświętszej Maryi Panny w Maciejowicach.